# Foro Italico
Foro Italico (wcześniej pod nazwą Foro Mussolini) – kompleks sportowy w Rzymie, w skład którego wchodzą m.in. obiekty przeznaczone do gry w piłkę nożną (w tym Stadio Olimpico), tenisa ziemnego i pływania. Odbywają się tam również koncerty oraz inne wydarzenia kulturalne.

## Historia kompleksu

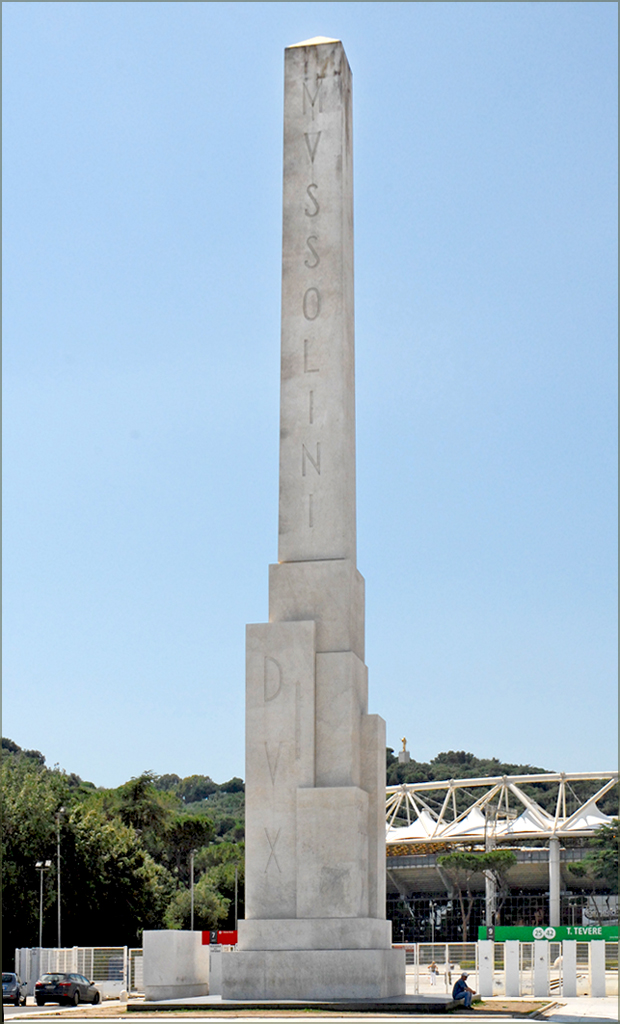
Obelisk Mussoliniego z widocznym napisem „Mussolini Dux”

Prace nad projektem kompleksu sportowego zapoczątkował Enrico Del Debbio, a jego następcą został Luigi Moretti. Budowa Foro Mussolini obejmowała lata 1928–1938, a zatem czas rządów faszystów we Włoszech; stąd też kompleks został nazwany na cześć premiera Benita Mussoliniego, założyciela i przywódcy ruchu faszystowskiego. Inspiracją dla projektantów były budowle z czasów Cesarstwa Rzymskiego. Zespół spełniał ważną funkcję ideologiczną, dlatego stanowił jeden z ważniejszych obiektów architektonicznych dla rządzącego reżimu – łączył ze sobą sport i wojskowość, obrazując, że dzięki sile fizycznej Włochy mogą wykuwać siłę wojskową i należne im miejsce w świecie.
Stadio dei Marmi, zaprojektowany w latach 30. jako obiekt przeznaczony do uprawiania lekkoatletyki przez członków akademii wychowania fizycznego, obecnie spełniający funkcję treningową, otoczony jest 59 marmurowymi posągami ukazującymi atletów.
Jeden z posągów znajdujących się w Foro Italico, ustawiony przed wejściem do klubu tenisowego, przedstawia chłopca przypominającego osobę znajdującą się na korcie tenisowym. Muskularny, wysportowany i ubrany w szorty gimnastyczne młodzieniec zamiast rakiety tenisowej nosi jednak karabin i maskę gazową.
Do boiska piłkarskiego prowadzi Via dei Fori Imperiali, ścieżka łącząca wybudowany w 1932 roku obelisk Mussoliniego ze stadionem olimpijskim. Jest ona wybrukowana mozaikami z lat 30. XX wieku przedstawiającymi dokonaną przez rządzących interpretację włoskiej historii.
W 1936 roku Moretti zaprojektował Akademię Szermierki (wł. Accademia di scherma) będącą przykładem czystego modernizmu.
W 1959 roku, tuż przed igrzyskami olimpijskimi w Rzymie podczas debaty parlamentarnej zadecydowano o pozostawieniu marmurowych posągów bez zmian. Ostatecznie tylko najbardziej obraźliwe rzeźby zostały przekształcone.

## Obiekty wchodzące w skład kompleksu
Jednym z najważniejszych obiektów kompleksu jest Stadio Olimpico, pełniący funkcję włoskiego stadionu narodowego. Swe najważniejsze mecze rozgrywają na nim reprezentacja piłkarska oraz w rugby union, a na co dzień drużyny piłkarskie S.S. Lazio i AS Roma. Stadio Olimpico jest wyposażony w bieżnię, dzięki czemu mogą się tutaj odbywać zawody lekkoatletyczne. Obiekt może pomieścić 70 634 widzów.
Complesso natatorio del Foro Italico to zespół pięciu basenów (odkrytych i zadaszonych), na którym organizowane mogą być zawody pływackie najwyższej rangi. Odbyły się na nim m.in. pływackie mistrzostwa świata w 1994 i 2009. Trybuny głównego basenu 50-metrowego (niezadaszonego) mogą pomieścić 12 000 widzów (otwarty w 1959 na Letnie Igrzyska Olimpijskie 1960), zaś trybuny krytej pływalni 50-metrowej – 2 000 osób.
Stadio dei Marmi, wybudowany w latach 1928–1932, pełni funkcję obiektu treningowego, zwłaszcza dla potrzeb lekkoatletyki. Jego trybuny mieszczą 5 280 osób, a płytę główna okala sześciotorowa bieżna tartanowa.
Stadio del tennis di Roma to kompleks 11 kortów tenisowych o nawierzchni ceglanej, spośród których na 8 rozgrywane są turnieje tenisowe (Internazionali d’Italia). Trybuny największego kortu - Campo Centrale (wybudowanego w latach 2008–2010) - posiadają 10 500 miejsc siedzących, które mogą być okazjonalnie powiększane. Obiekt ten jest także wykorzystywany do organizacji koncertów, czy meczów w siatkówce plażowej (w tym Mistrzostw Świata w Siatkówce Plażowej 2011 czy zawodów z cyklu World Tour). W 2014 roku odbył się na nim też mecz reprezentacji Włoch i Polski w ramach Ligi Światowej, a w 2018 spotkanie inauguracyjnego siatkarskich mistrzostwa świata.